# レオナルド・シャーシャ記念版画大賞
レオナルド・シャーシャ記念版画大賞（イタリア語: Premio Leonardo Sciascia amateur d'estampes）は、イタリアで初めてマフィアを告発する小説を書いた作家として知られるレオナルド・シャーシャ（Leonardo Sciascia, 1921-1989）の協会「レオナルド・シャーシャ友人協会（イタリア語: Associazione Amici di Leonardo Sciascia）」が主催する国際版画賞である。
- 第1回（1998年） : アゴスティーノ・アリバベーネ（イタリア）Agostino Arrivabene
- 第2回（2000年） : フィリップ・モーリッツ（フランス）& ロドルフォ・チェコッティ（イタリア）Philippe Mohlitz e Rodolfo Ceccotti
- 第3回（2002年） : サフェト・ゼツ（ボスニア・ヘルツェゴビナ）Safet Zec
- 第4回（2004年） : パトリツィオ・ディ・シウロ（スイス）Patrizio Di Sciullo
- 第5回（2006年） : サンドロ・ブラチッタ（イタリア）Sandro Bracchitta
- 第6回（2009年） : クシシュトフ・スコルチェツキ（ポーランド）Kryzstof Skórczewski
- 第7回（2012年 - 2013年） : スタニスワフ・クルースカ（ポーランド）Stanislaw Kluska
- 第8回（2015年 - 2016年） : 小林敬生（日本）Keisei Kobayashi